# Đại sứ quán Việt Nam Cộng hòa tại Hàn Quốc
Đại sứ quán Việt Nam Cộng hòa tại Hàn Quốc (주한 월남 공화국 대사관; Embassy of the Republic of Vietnam in the Republic of Korea), thường gọi là Đại sứ quán Nam Việt Nam tại Hàn Quốc, là cơ quan đại diện ngoại giao do Việt Nam Cộng hòa thành lập tại thủ đô Seoul của Hàn Quốc. Cơ quan này đóng cửa vào ngày 17 tháng 5 năm 1975 sau khi Sài Gòn thất thủ ngày 30 tháng 4 năm 1975.

## Lịch sử
Tiền thân là Công sứ quán Việt Nam Cộng hòa tại Hàn Quốc được thành lập vào ngày 28 tháng 6 năm 1956, và sau đó cơ quan này được nâng cấp thành đại sứ quán vào ngày 1 tháng 3 năm 1958 và đổi tên thành Đại sứ quán Việt Nam Cộng hòa tại Hàn Quốc. Đại sứ quán từng chuyển địa điểm nhiều lần: ban đầu đặt tại số 1-1, phố Chungjeong 1-ga, quận Seodaemun từ năm 1956 đến tháng 10 năm 1967; sau đó chuyển đến tầng 3, tòa nhà Heung-A, số 2-94, khu Hoehyeon-dong, quận Jung, và đến tháng 10 năm 1974 thì chuyển đến số 33-1, khu Hannam-dong, quận Yongsan. Cơ quan này hoạt động tại đó cho đến khi bị đóng cửa vào ngày 17 tháng 5 năm 1975.

## Danh sách Đại sứ

### Công sứ Việt Nam Cộng hòa tại Hàn Quốc (1956–1958)
Vào tháng 10 năm 1955, chính phủ Việt Nam Cộng hòa thiết lập quan hệ ngoại giao với chính phủ Hàn Quốc. Năm 1956, Nam Việt Nam cử vị công sứ thường trú đầu tiên. Từ tháng 3 đến tháng 4 năm 1958, các cơ quan đại diện ngoại giao của hai nước lần lượt được nâng cấp từ công sứ quán lên đại sứ quán.
| Tên gọi        | Bổ nhiệm         | Nhậm chức           | Trình Quốc thư      | Rời chức            | Cấp bậc | Chức vụ                     | Ghi chú                                                                         | Ghi chú |
| -------------- | ---------------- | ------------------- | ------------------- | ------------------- | ------- | --------------------------- | ------------------------------------------------------------------------------- | ------- |
| Dương Văn Đức  | Tháng 4 năm 1956 | 16 tháng 6 năm 1956 | 28 tháng 6 năm 1956 | 10 tháng 7 năm 1957 | Công sứ | Công sứ đặc mệnh toàn quyền | Công sứ đầu tiên sau khi Nam Việt Nam và Hàn Quốc thiết lập quan hệ ngoại giao. |         |
| Nguyễn Quí Anh |                  | 7 tháng 8 năm 1957  |                     | 1 tháng 3 năm 1958  | Công sứ | Đại biện lâm thời           | Mất năm 1991 tại Santa Clara, California, Hoa Kỳ.                               |         |

### Đại sứ Việt Nam Cộng hòa tại Hàn Quốc (1958–1975)
Từ tháng 3 đến tháng 4 năm 1958, hai nước lần lượt nâng cấp phái viên thường trú lên thành đại sứ.
| Tên gọi         | Bổ nhiệm         | Nhậm chức           | Trình Quốc thư      | Rời chức            | Cấp bậc  | Chức vụ                    | Ghi chú | Ghi chú |
| --------------- | ---------------- | ------------------- | ------------------- | ------------------- | -------- | -------------------------- | --- | ------- |
| Nguyễn Quí Anh  |                  | 1 tháng 3 năm 1958  |                     | Tháng 1 năm 1964    | Đại sứ   | Đại biện lâm thời          | |         |
| Ngô Tôn Đạt     |                  | Tháng 2 năm 1964    |                     | 1 tháng 2 năm 1966  | Tham tán | Đại biện lâm thời          | Sau đó chính thức được bổ nhiệm làm đại sứ. |         |
| Ngô Tôn Đạt     | Tháng 1 năm 1966 | 1 tháng 2 năm 1966  | 28 tháng 2 năm 1966 | 1 tháng 6 năm 1967  | Đại sứ   | Đại sứ đặc mệnh toàn quyền | Đại sứ đầu tiên của Nam Việt Nam sau khi thiết lập quan hệ ngoại giao giữa Việt Nam Cộng hòa và Hàn Quốc. Ngày 8 tháng 3 năm 1966, ông đến Tòa thị chính Seoul để thăm Thị trưởng Seoul lúc bấy giờ là Yun Chi-young. Ông mất năm 1994 tại Bethesda, Maryland, Hoa Kỳ. |         |
| Đỗ Cao Trí      | Tháng 5 năm 1967 | 24 tháng 7 năm 1967 | 16 tháng 8 năm 1967 | 9 tháng 7 năm 1968  | Đại sứ   | Đại sứ đặc mệnh toàn quyền | |         |
| Đặng Ngọc Diêu  |                  | Tháng 7 năm 1968    |                     | Tháng 5 năm 1969    | Công sứ  | Đại biện lâm thời          | |         |
| Phạm Xuân Chiểu | Tháng 4 năm 1969 | 19 tháng 5 năm 1969 | 22 tháng 5 năm 1969 | 17 tháng 5 năm 1975 | Đại sứ   | Đại sứ đặc mệnh toàn quyền | Cuối cùng, sau khi đại sứ quán đóng cửa vào ngày 17 tháng 5, ông cùng gia đình lưu vong sang Hoa Kỳ, sau đó định cư tại bang Maryland và qua đời vào năm 2018. |         |